# Desastres em 1974
Nesta página encontrará referências aos desastres ocorridos durante o ano de 1974.

## Janeiro
- 8 de janeiro - Um avião de carga falha a descolagem e cai sobre um mercado de Kinshasa, capital da República Democrática do Congo, provocando cerca de 300 mortos.
- 31 de janeiro - Uma bomba colocada pelos separatistas tâmeis no Banco Central de Colombo, no Sri Lanka, faz 98 mortos e 1400 feridos.

## Fevereiro
- 1 de fevereiro - Incêndio no Edifício Joelma em São Paulo, provocando a morte de 187 pessoas e centenas de feridos.[1]